# 長安大戲院

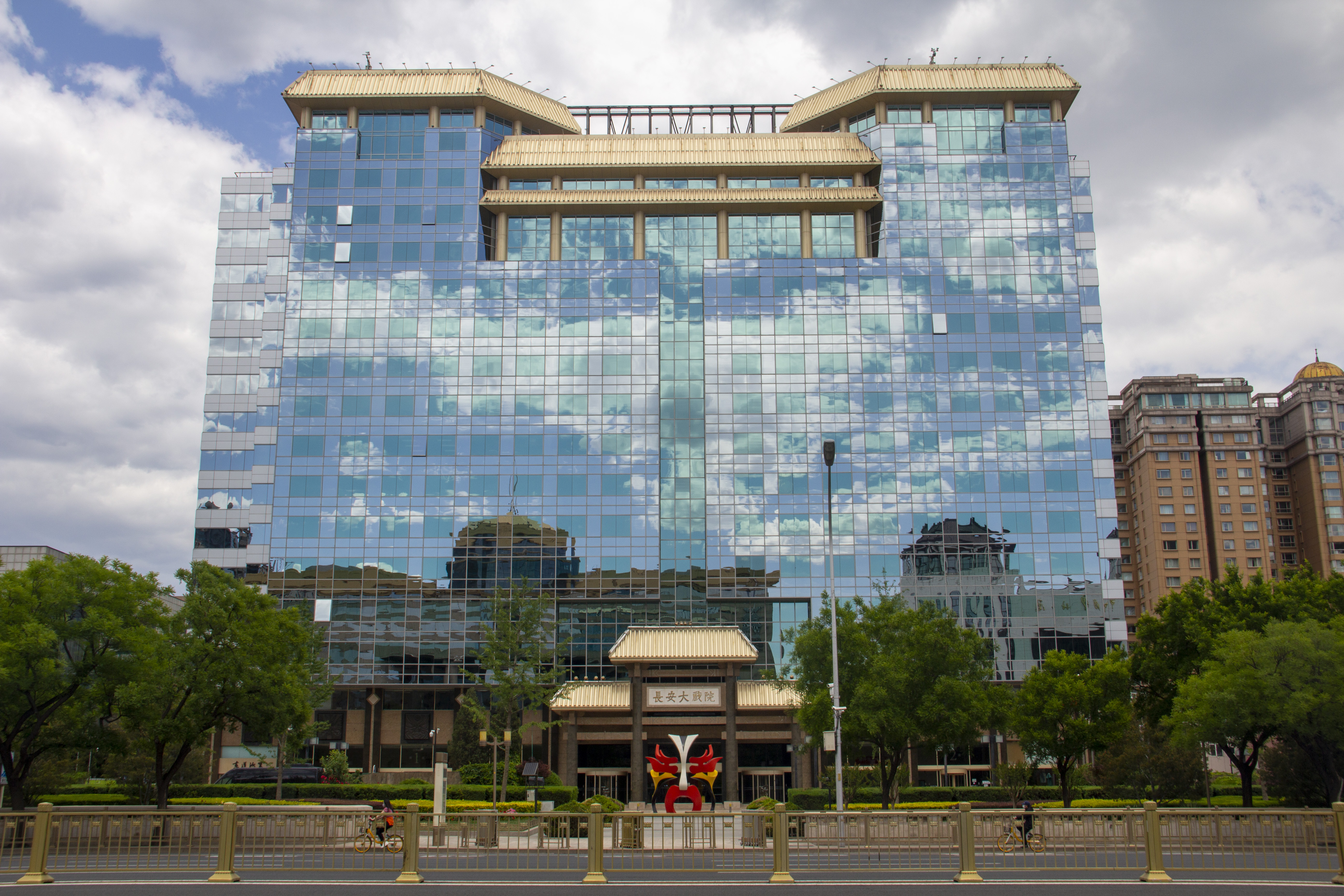

長安大戲院，位于北京市东城区建国门内大街7号。

## 简介
长安大戏院创建于1937年2月。原址位于西单十字路口东南角。开业不久，长安大戏院就获得开门红，奚啸伯的《失街亭》、胡菊琴的《玉堂春》，大轴金少山的《白良关》，受到观众热烈。长安大戏院也成为北京戏曲演出的重镇。
1989年4月6日，由于存在防火安全等方面的隐患，长安大戏院停止营业。1990年10月12日，北京市人民政府第24次常务会议作出决定，批准北京市地铁公司《关于地铁西单车站西南出入口及风亭建设需拆迁“长安大戏院”的请示报告》，同意长安大戏院在长安街一带选择地址新建。
1996年9月27日，易地新建之后的长安大戏院重张。新址位于建国门内大街7号的光华长安大厦中，如今属于北京市长安文化娱乐中心经营管理。